# الاحتجاجات الطلابية المؤيدة لفلسطين في جامعة رادبود نايميخن 2024
نظمت مجموعة من الطلاب والموظفين في جامعة رادبود نايميخن في هولندا احتجاجًا مؤيدًا لفلسطين في الثالث عشر من مايو عام 2024. حيث أقام المحتجّون مخيّماً شبيهاً بمخيمات الاحتجاج الأخرى في الحرم الجامعيّ في هولندا وخارجها. وطالب المشاركون إدارة الجامعة بسحب استثماراتها من إسرائيل، محتجّين على الإبادة الجماعيّة للشّعب الفلسطينيّ، ومنادين بدعم الطلاب والجامعات الفلسطينيّة.

## خلفية
تأتي هذه الاحتجاجات في سياق متواصل للمظاهرات الطّلاّبيّة المؤيّدة للقضيّة الفلسطينيّة في جامعة رادبود منذ الثّامن عشر من أكتوبر للعام 2023م، حيث كتبالمحتجّون في شهر أبريل 2024م شعارات مؤيّدة للفلسطينيّين على جدران مكتبة الجامعة. وجاء إقامة هذا المخيّم بعد إخلاء احتجاجات مماثلة في جامعة أمستردام وجامعة أترخت، حيث استخدمت الشّرطة الجرّافات لهدم الحواجز التي أقامها المحتجّون في يوفا، متسبّبة في اشتباكات مع المتظاهرين.
وردّا على ذلك، نُظم إضراب وطنيّ في جامعات هولنديّة عدّة، مثل جامعة خرونينغن، وجامعة آيندهوفن للتكنولوجيا، وجامعة فاجينينجن، وجامعة ماسترخت، وجامعة رادبود نايميخن.

## الجدول الزمني

### 12-13 مايو: إقامة المخيم والاحتجاجات الأولى

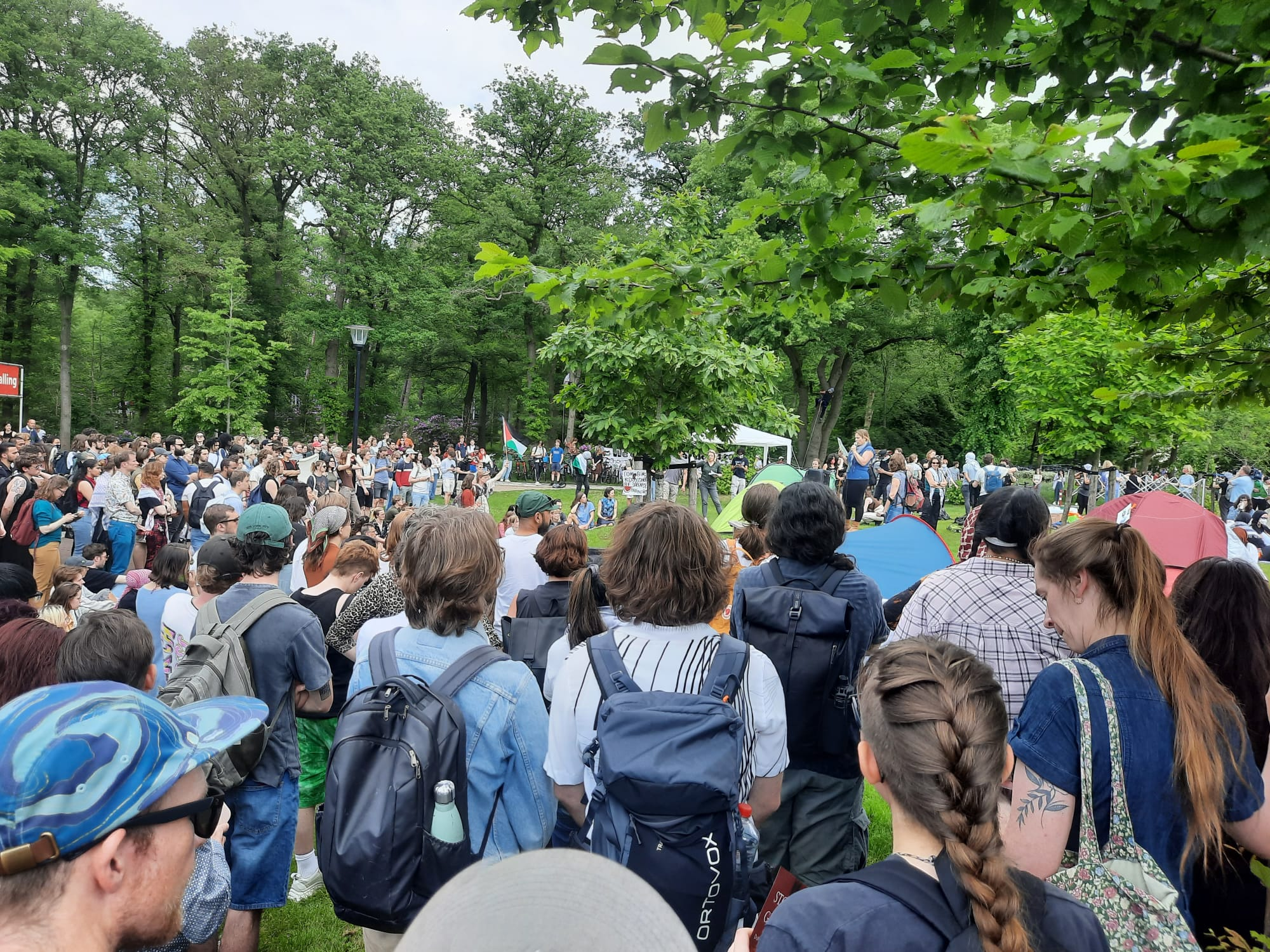
المتظاهرون في جامعة رادبود، 13 مايو 2024.

وفي اليوم السّابق للاحتجاج، أصدر المحتجّون بيانًا يدين الإجراءات التي اتّخذتها إدارتا جامعتي أمستردام وأوتريخت،  واصفين إيّاها بأنّها سمحت باستخدام العنف المفرط ضدّ الموظّفين والطّلاّب المشاركين في احتجاجات سلميّة ضد تواطؤ الجامعات الهولندية في الإبادة الجماعية المستمرة في غزة. كما دعت المجموعة أيضًا إلى خروج الموظفين والطلاب في اليوم التالي.
وردا على ذلك أصدر مجلس إدارة الجامعة بيانًا دعا فيه إلى وقف العنف ضدّ المدنيّين، والسّماح بدخول المساعدات الإنسانية إلى غزّة، مشيرا إلى أنّ الاتّصالات الدّوليّة التّعاونيّة بين أعضاء هيئة التّدريس فرصة للحفاظ على خطوط الاتّصال مفتوحة حتّى في أوقات الصّراع.
في الثّالث عشر من مايو، تجمّع الطّلاّب والموظّفون في حرم الجامعة هاتفين بشعارات مؤيّدة للفلسطينيّين، مكرّرين مطالبتهم لمجلس الجامعة بسحب الاستثمارات وقطع كافّة الصّلات مع الجامعات والشّركات الإسرائيليّة. ثمّ أقام الطّلاّب مخيّما في جزء من حديقة الحرم الجامعيّ،  وحضر الاحتجاج مايا ويند الباحثة الإسرائيليّة في جامعة كولومبيا البريطانية، حيث تحدّثت إلى الموظّفين وأجابت على أسئلتهم.
وطلب ممثّل الجامعة من المحتجّين، البالغ عددهم حوالي مئتي شخص وعشرين خيمة، إزالة مخيّمهم والمغادرة بحلول السّادسة مساء. وبحسب الجامعة، كان الاحتجاج سلميّا،  ولم يتم تقديم أي تقرير للشرطة.

### 14-18 مايو: المسيرات الأولى للاحتلال

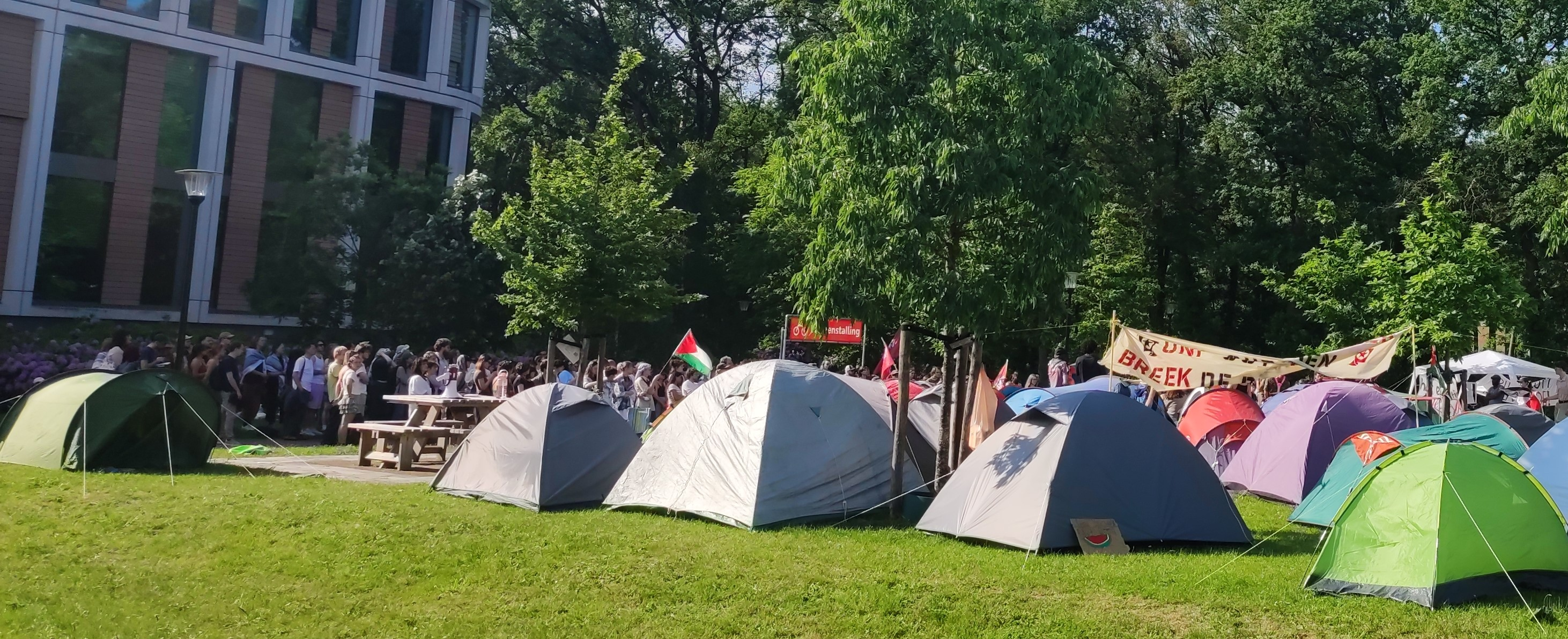
المخيم في جامعة رادبود في 14 مايو 2024

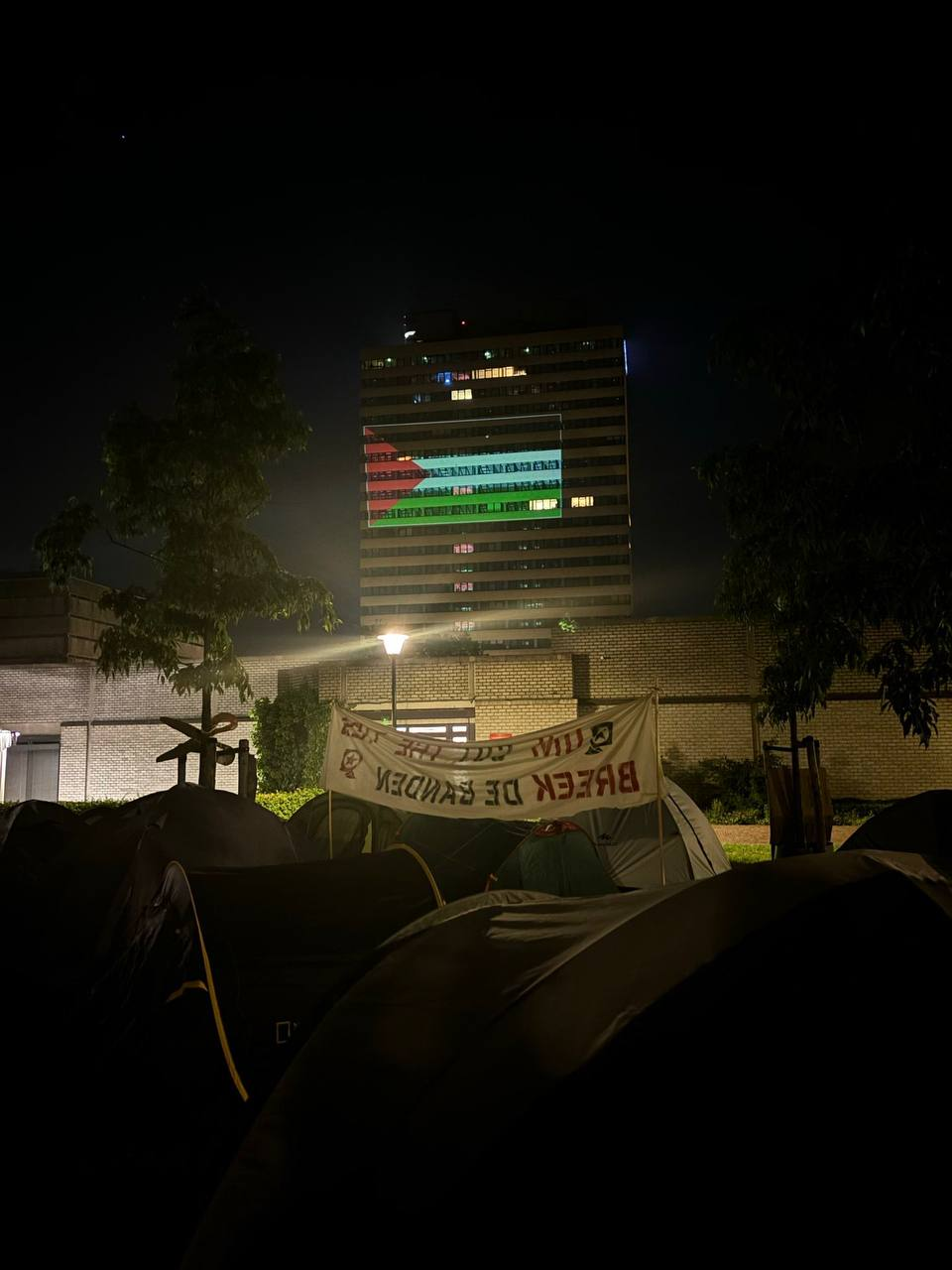
عرض المتظاهرون المؤيدون للفلسطينيين في جامعة رادبود العلم الفلسطيني على مبنى إيراسموس في 15 مايو 2024

في 14 مايو ألقيت خطبٌ متنوعةٌ في المخيم، حيث تعهد المحتجون بمواصلة احتلالهم حتى يُستجاب لمطالبهم. وفي وقتٍ لاحقٍ من ذلك اليوم، دعا المنظمون إلى تنظيم مسيرةٍ في اليوم الخامس عشر من مايو باتجاه مكاتب المجلس التنفيذي للجامعة.
في صباح اليوم الخامس عشر من مايو، ازداد عدد الخيام في المخيم من ثلاثين خيمة إلى حوالي خمس وأربعين خيمة. وتوعد المحتجون بمواصلة المسيرات اليومية داخل الحرم الجامعي لتكثيف الاحتجاج، إلى أن تستجيب الجامعة لمطالبهم. واستقبلت الجامعة وفدًا مؤلفًا من ثلاثة عشر محتجًا للتفاوض مع المجلس التنفيذي للجامعة. وبحلول المساء ارتفع عدد الخيام مرة أخرى إلى ستين خيمة.
في السادس عشر من مايو، وهو اليوم الخامس لاحتلال الحرم الجامعي، احتل النشطاء قاعة المحاضرات مؤقتًا قبل أن يصعدوا إلى سطح المقهى الثقافي لرفع أعلام فلسطين. كما منع المحتجون الصحفيين من توثيق الاحتجاجات. وبعد مغادرة المحتجين، تم إغلاق المبنى. وخلال مسيرة السابع عشر من مايو، تم إغلاق الطريق مؤقتًا.

### 19-24 مايو: المعسكر الثاني
استمر المخيم قائمًا حتى اليوم العشرين من مايو، وهو اليوم الثامن والأسبوع الثاني للمخيم. وأقيم مخيمٌ ثانٍ بجوار المبنى الإداري لجامعة رادبود لزيادة الضغط على المجلس التنفيذي تحديدًا.
في الحادي والعشرين من مايو، حاول المحتجون الوصول إلى المكتبة الأكاديمية بالجامعة، لكن محاولاتهم باءت بالفشل. وكانت المسيرات لا تزال مستمرةً، وتم إغلاق الطريق مؤقتًا مرة أخرى. وفي الثاني والعشرين من مايو، نظم بضع عشرات من الطلاب اعتصامًا. وحضرت الشرطة لكنها لم تتدخل. وفي اليوم التالي تم إغلاق الطريق مرة أخرى.
في السابع والعشرين من مايو، احتل المحتجون جزءًا من الحرم الجامعي، وكان قد تم اعتقال اثنين من المحتجين في ذلك اليوم قبل الاحتلال بشبهة التخريب. وأعلن المحتجون عدم المغادرة طالما رفضت الجامعة قطع العلاقات مع المنظمات الإسرائيلية. وفي ليلة السابع والعشرين والثامن والعشرين من مايو، اقتحمت شرطة مكافحة الشغب المبنى وأخلته.

## استجابات
في الثاني عشر من مايو، أصدر المجلس التنفيذي لجامعة رادبود نايميخن بيانًا أعلنوا فيه بدء حوار مع الطلاب حول "محتوى وشكل الاحتجاج".
أعلنت الأحزاب السياسية الهولندية، وهي حزب اليسار الأخضر، وحزب العمل، والحزب الاشتراكي، وحزب الحيوانات، تضامنها مع الاحتجاجات والمخيمات في جامعة رادبود نايميخن، ودعوا بلدية نايميخن ومجلس الجامعة إلى السماح بتنظيم هذا الاحتجاج.
في 22 مايو نشرت جامعة رادبود قائمة وبيانًا بشأن تعاونها مع المنظمات الإسرائيلية، ولم يتم الإعلان عن تفاصيل إضافية،  كما قدمت الجامعة شكاوى ضد النشطاء بدعوى تدمير الممتلكات،  وأعربت عن أسفها لـ"تجاوز الحدود بشكل متزايد" في احتجاج الحرم الجامعي.
في الثالث والعشرين من مايو، وقع 344 موظفًا بجامعة رادبود على رسالة مفتوحة، أعربوا فيها عن دعمهم للطلاب المحتجين،  وارتفع هذا العدد إلى أكثر من 400 بحلول السابع والعشرين من مايو.

## أنظر أيضا
- مظاهرات الجامعات الأمريكية المؤيدة لفلسطين
- قائمة الاحتجاجات المؤيدة لفلسطين في الجامعات في هولندا 2024
- الاحتجاجات الطلابية المؤيدة لفلسطين في جامعة أمستردام 2024